# Bush Stadium
J. Owen "Donie" Bush Stadium es el nombre de un antiguo estadio utilizado por el equipo de béisbol de las ligas menores los Indios de Indianápolis en Indianápolis, Indiana. Su dirección postal es 1501 West 16th Street. Es el campo de los Indios de Indianápolis, que han operado en el nivel más alto de la liga menor durante muchas décadas, en tres ligas diferentes: Asociación americana, Liga de la Costa del Pacífico y la Liga Internacional. Es también el estadio de algunos equipos de la Ligas Negras, así como de una Liga de Fútbol del equipo continental, los Indianápolis capiteles, quienes ganaron el campeonato de liga en 1969.
Se inició como Perry Stadium, el nombre de Norma Perry, el propietario que lo construyó en 1931. Fue rebautizado en 1942 en la Segunda Guerra Mundial. En 1967 el béisbol se ha vendido a la ciudad, y más tarde ese mismo año pasó a denominarse Bush Stadium en nombre del exjugador de béisbol de las ligas mayores Donie Bush.
Había hiedra creciendo en sus paredes de ladrillo, al igual que en Wrigley Field y Forbes Field. Fue abandonado por los ballclub cuando se trasladaron al nuevo centro de ballpark Victory Field a mediados de la temporada 1996. El sitio web oficial afirma que el Victory Field tiene el terreno más antiguo su nombre fue dado que "los Estados Unidos celebron la victoria en la Segunda Guerra Mundial". Habida cuenta de la fecha en que el nombre se utilizó por primera vez (1942).
- Datos: Q5001417
- Multimedia: Bush Stadium (Indianapolis, Indiana) / Q5001417